# Hôtel Chiquet
L'hôtel Chiquet est un hôtel particulier situé sur le territoire de la commune de Chalon-sur-Saône dans le département français de Saône-et-Loire et la région Bourgogne-Franche-Comté.

## Historique
Mme Chiquet fit construire vers 1770 cette vaste demeure rectangulaire organisée autour d’une cour, dans le goût à l’antique.
Napoléon Ier, sa femme Joséphine de Beauharnais puis le pape Pie VII y résidèrent en 1805 comme étape de la route vers Milan et le couronnement de Napoléon comme roi de Lombardie.
Il fait l'objet d'une inscription au titre des monuments historiques depuis le 27 septembre 1948.

## Éléments d’intérêts
L'élément architectural principal est l'ensemble de l'escalier central constitué d'une cage avec péristyle, de paliers et d'une rampe en fer forgé où s’entrelacent les lettres NB pour Napoléon Bonaparte. L'entrée comporte également des colonnes de pierre.

## Le collier de l'impératrice
Le 6 avril 1805, vers midi, dans le grand salon de l'Hôtel, on présente à Joséphine douze fillettes de 8 à 10 ans, vêtues de blanc et issues des familles les plus aisées de la ville.
Une des fillettes, Adèle de Foudras, complimente l'Impératrice avant de lui offrir des bonbons d’honneur placés dans dix petites corbeilles couvertes de taffetas rose et ornées de rubans. Joséphine y découvre des devises créées spécialement pour l’empereur et l’impératrice.
Voici l'une d'elles : 
"Émule de Titus, vous marchez sur ses pas
Il perdit quelques jours, mais vous n’en perdez pas
Les muses ont peu d’autels à Chalon
Mais quand le cœur parle
Il vaut une muse et toujours parle bien."
Joséphine reçoit alors des fleurs dans deux vases portant les devises brodées "offrande à la candeur" et "offrande à la bienfaisance". Autour de chaque bouquet un compliment est rédigé pour elle.
L'Impératrice, émue, remercie les petites filles, détache son collier et le passe autour du cou d'Adèle de Foudras.
Elle demande ensuite qu'on lui envoie les noms de toutes les fillettes pour ne pas en oublier une seule.